# 國順路

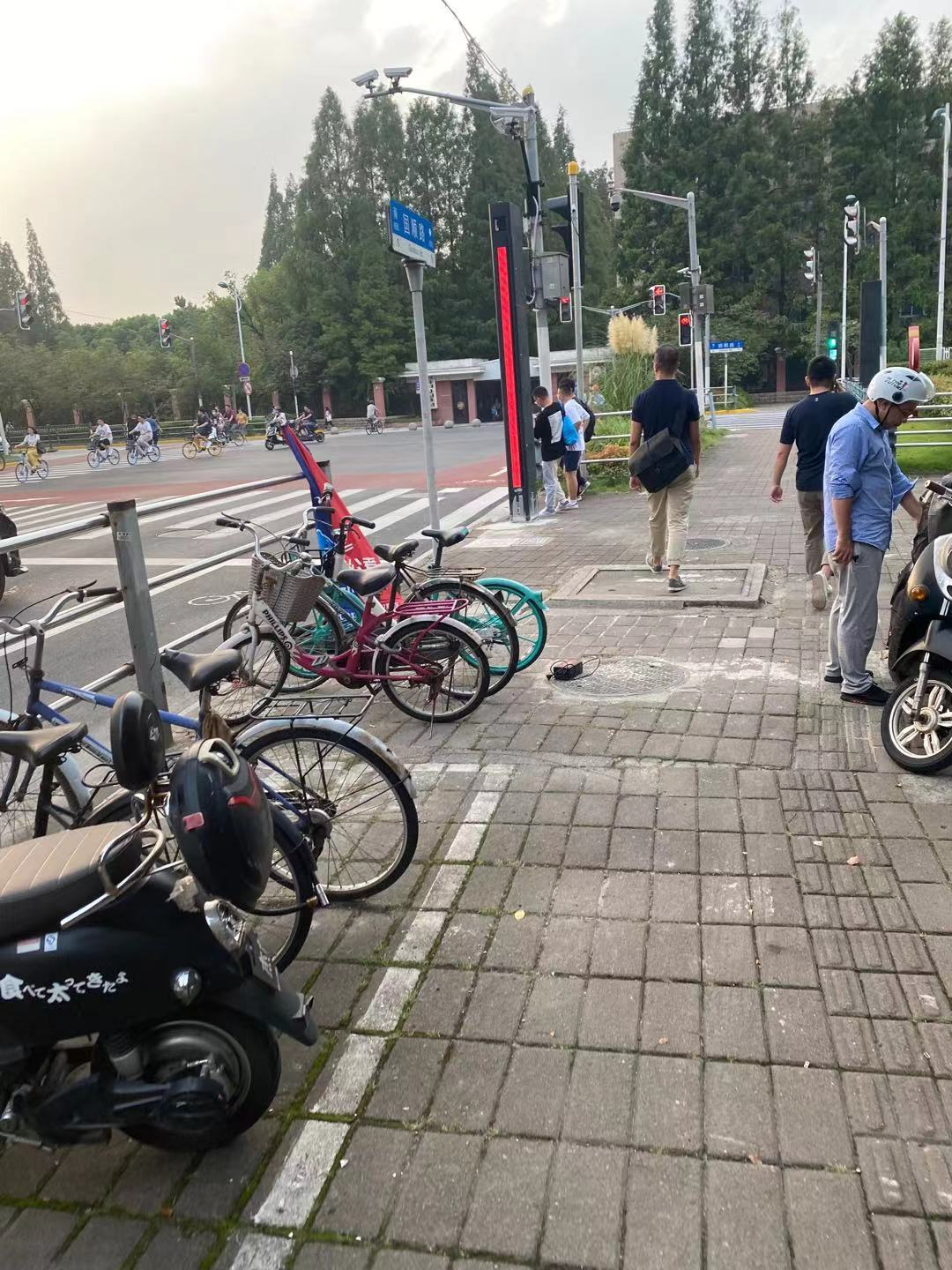
國順路邯鄲路路口

國順路是中華人民共和國上海市楊浦區的一條道路，西起邯鄲路，東至黃興路。長1870米，寬7米。大上海計畫提出後，五角場周邊一些道路開始以國字頭命名。該道路最初建於1940年，當時因上海被日本佔領，故名為協平路。1946年更名為國順路。道路一开始是煤屑路，1955年后多次修理。陳望道、蘇步青和談家楨等人居住過的复旦大学第九宿舍就位於國順路上。